# Arena walk byków w Sewilli

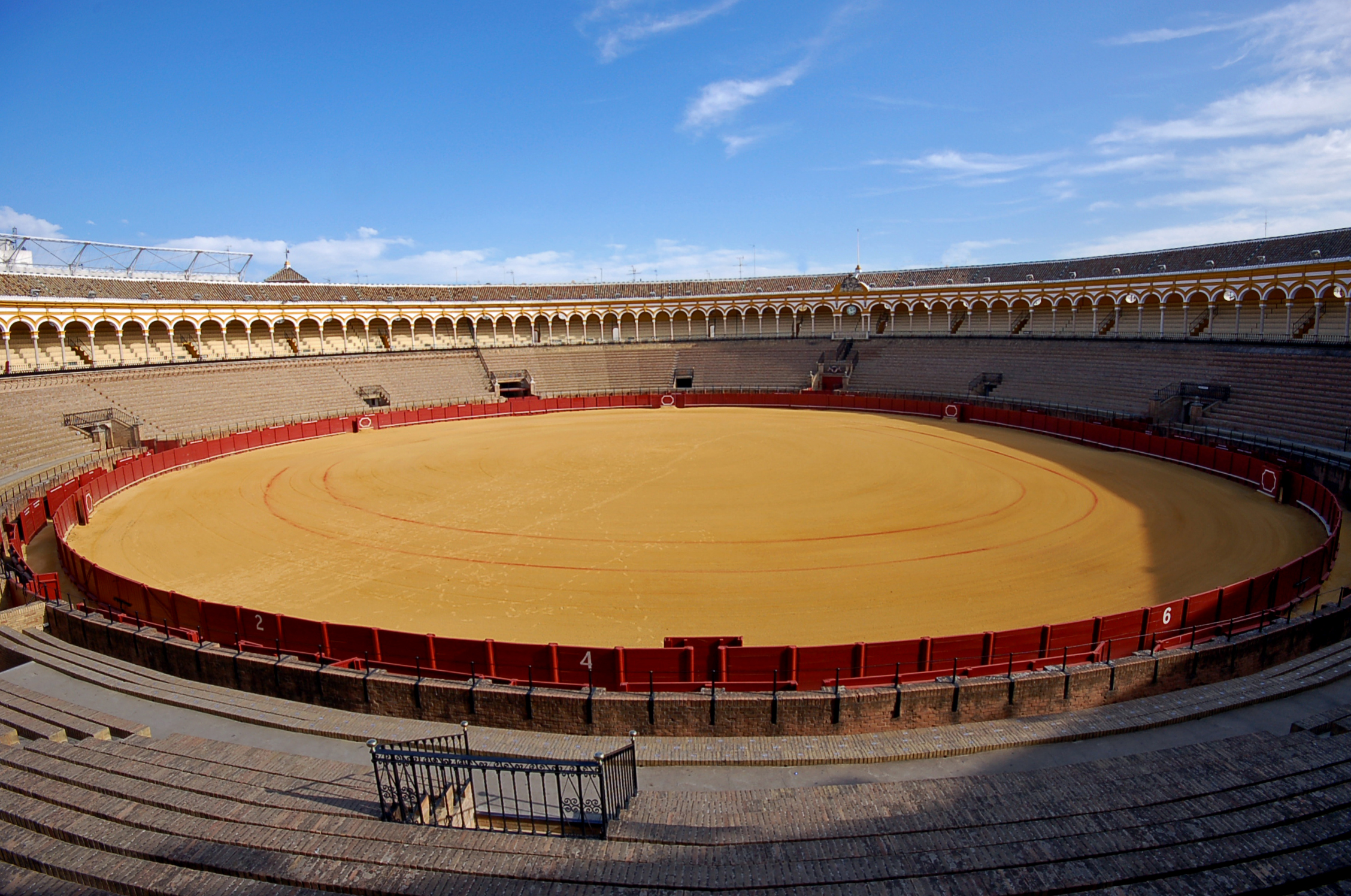
Arena walk widziana z trybun

Plaza de Toros de la Real Maestranza de Caballería de Sevilla – arena walki z bykiem w Sewilli, najstarsza w Hiszpanii. Najbardziej znana imprezą tutaj organizowaną jest Feria de Abril, festiwal walk byków organizowany dwa tygodnie po Wielkanocy.

## Historia
- 1749 - rozpoczęcie budowy okrągłej areny w miejscu wcześniejszej prostokątnej
- 1765 - ukończenie wewnętrznej fasady areny
- 1881 - zakończenie budowy, dwie trzecie konstrukcji wykonano w kamieniu, jedną trzecią w drewnie
- 1914–1915 - odnowienie głównych trybun pod kierownictwem architekta Aníbala Gonzálesa

## Zwiedzanie
Arena jest udostępniona dla turystów również poza czasem przeprowadzania walk z bykami. Wewnątrz znajduje się muzeum corridy eksponujące kolekcję kostiumów (w tym pomalowana przez Picassa purpurowa kapa torreadora), portrety i afisze.